# Archidiecezja Rouen
Archidiecezja Rouen (łac. Archidioecesis Rothomagensis, fr. Archidiocèse de Rouen) – rzymskokatolicka archidiecezja ze stolicą w Rouen, w Normandii, we Francji. Arcybiskupi Rouen posiadają tytuł prymasów Normandii.
Na terenie archidiecezji pracuje 79 zakonników i 269 sióstr zakonnych.

## Sufragani arcybiskupa Rouen
Sufraganami archidiecezji Rouen są biskupi diecezji:
- Bayeux
- Coutances
- Évreux
- Le Havre
- Sées

## Podział archidiecezji
Archidiecezja Rouen dzieli się na 7 dekanatów:
- Rouen Północ (9 parafii)
- Rouen Południe (6 parafii)
- Rouen Zachód (8 parafii)
- Rouen Wschód (6 parafii)
- Pays de Caux (10 parafii)
- Pays de Bray (7 parafii)
- Dieppe (7 parafii)

## Historia
Diecezja Rouen została erygowana w III wieku. Pierwszym znanym biskupem mianowany został św. Nicaise, który zginął śmiercią męczeńską nad rzeką Epte zanim przybył do Rouen. Jego następcą na stanowisku biskupa został św. Mellonius.
W V (lub VI) wieku biskupstwo zostało podniesione do godności archidiecezji.
W 911 Rouen został stolicą księstwa Normandii. Rok później arcybiskup Franco ochrzcił Rolfa – pierwszego księcia Normandii. W 1204 Rouen weszło w skład Francji.
W latach 1331 – 1338 arcybiskupem Rouen był Piotr III Roger de Beaufort wybrany 7 maja 1342 papieżem. Po wyborze przyjął imię Klemens VI.
6 lipca 1974 zachodnia część archidiecezji została włączona do nowo powstałej diecezji Le Havre.

## Biskupi i arcybiskupi Rouen
Obecnie arcybiskupem Rouen, prymasem Normandii jest Dominique Lebrun. W archidiecezji nie służą obecnie biskupi pomocniczy.
Arcybiskupi Rouen posiadają również świeckie tytuły hrabiego Dieppe, Louviers i Aliermont Douvrend, wicehrabiego Déville, barona Fresne-l'Archevêque, pana Gisors, Neaufles, Gaillon, Bouteilles, Cliponville, Envronville.